# 切爾沃內 (別列斯京區)
49°30′46″N 35°33′5″E / 49.51278°N 35.55139°E
切爾沃內（烏克蘭語：Червоне）是位於烏克蘭東部的村莊，由哈爾科夫州别列斯京区的克拉斯諾赫拉德市鎮負責管轄。該村始建於1928年，面積0.77平方公里，海拔高度154米，2001年人口39，人口密度每平方公里50.7人。